# موزه هنر سائو پائولو

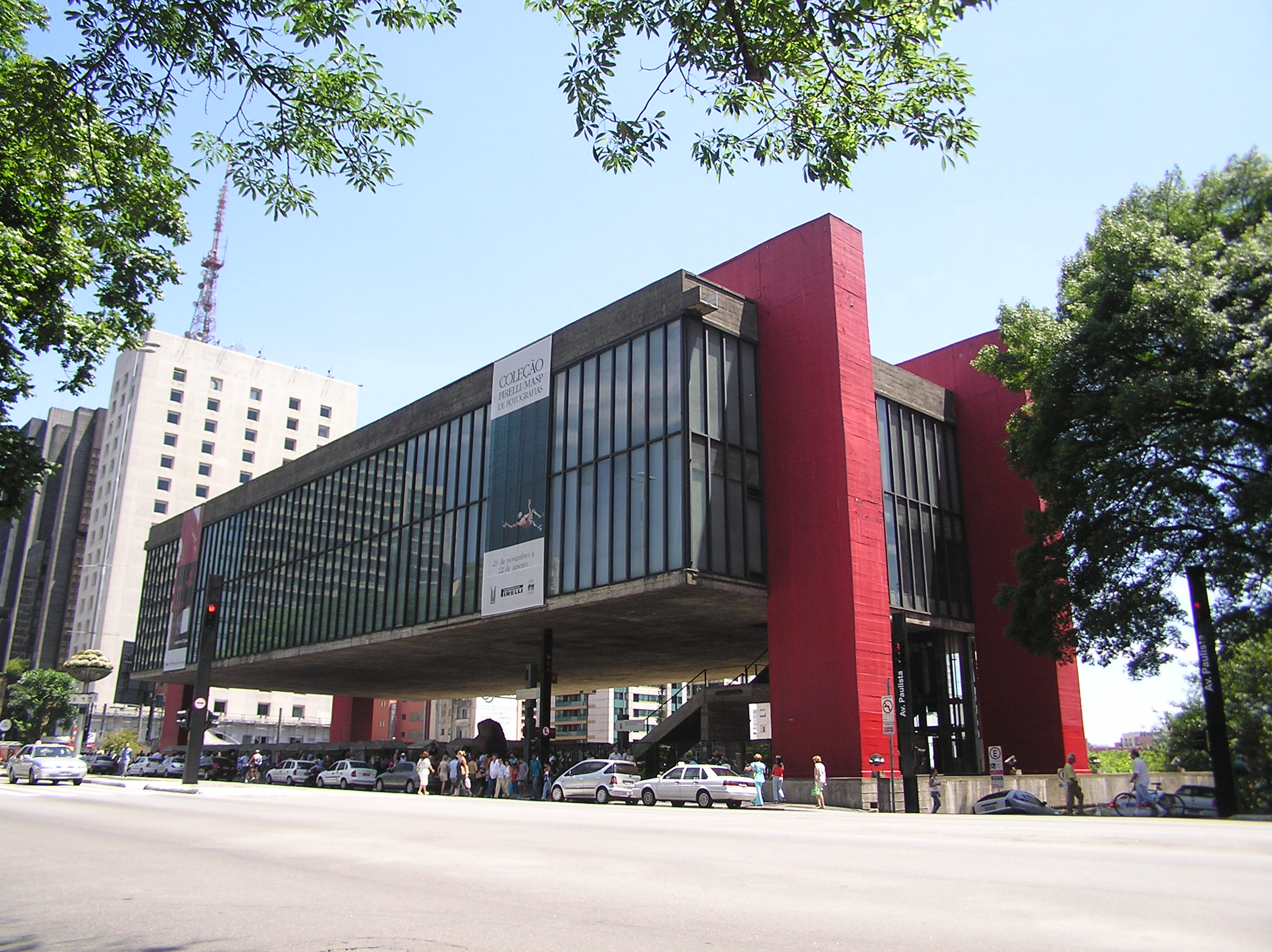
موزه هنر سائو پائولو

موزه هنر سائو پائولو (به پرتغالی: Museu de Arte de São Paulo) یک موزه مهم و معروف در سائوپائولو است. واقع در خیابان پائولیستا از سال ۱۹۶۸, یکی از موزه‌های مهم در آمریکای لاتین است. در سال ۱۹۴۷ توسط کارآفرین آسیسی شاتوبریان تأسیس شد. شاخه یادگیری و تعامل دیجیتالی موزه، تجربیات چند رسانه ای را تولید خواهد کرد.

## نگارخانه

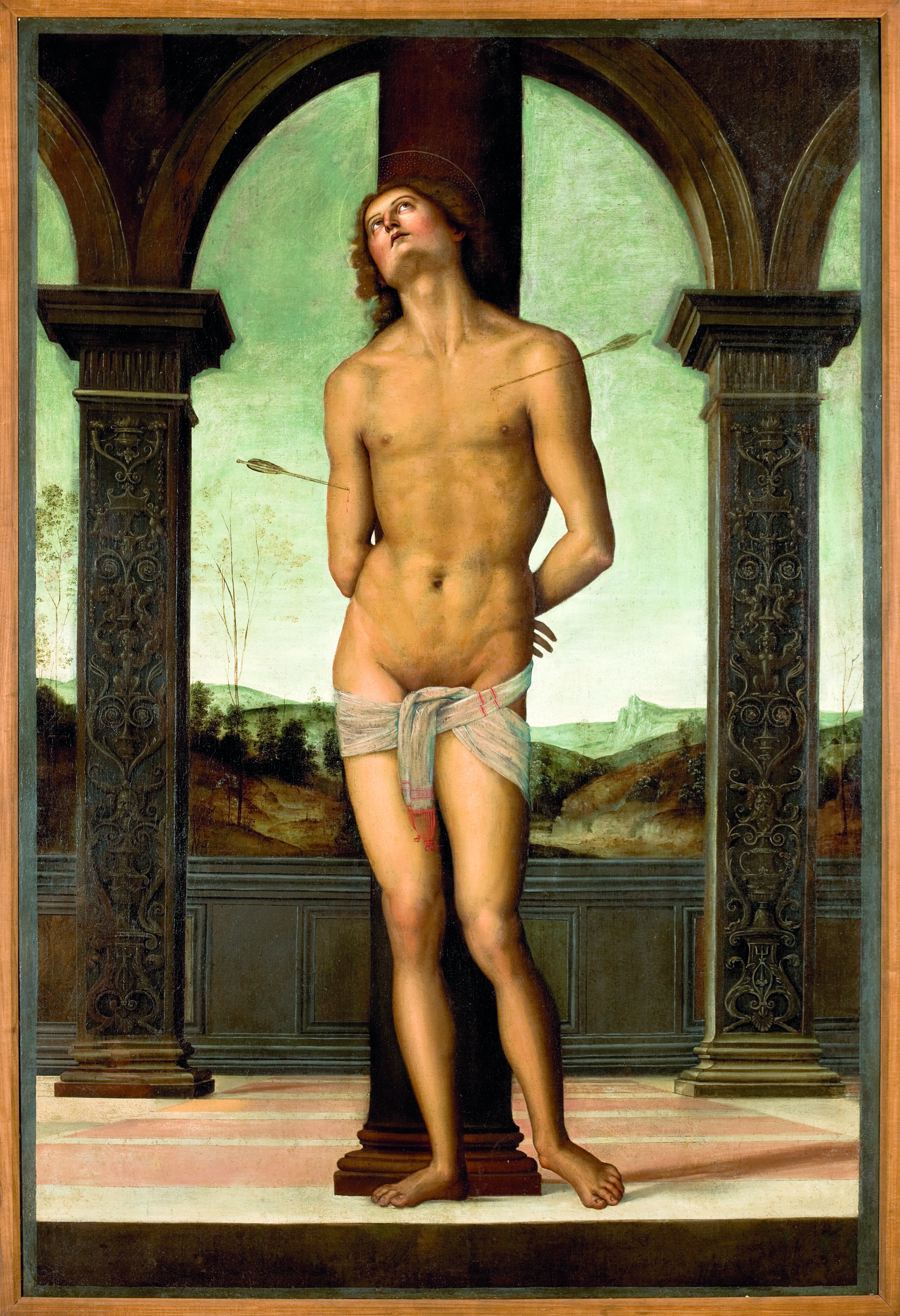
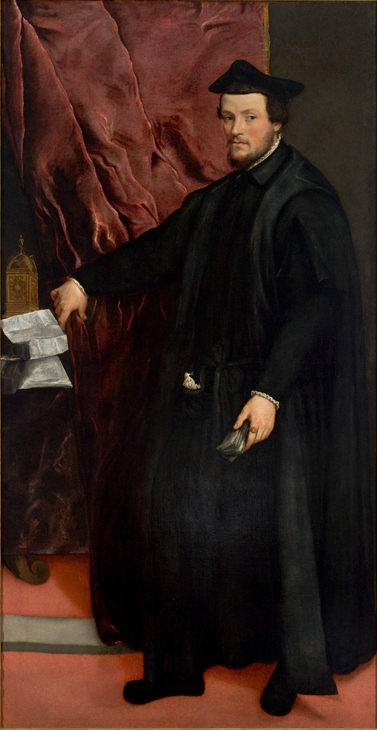
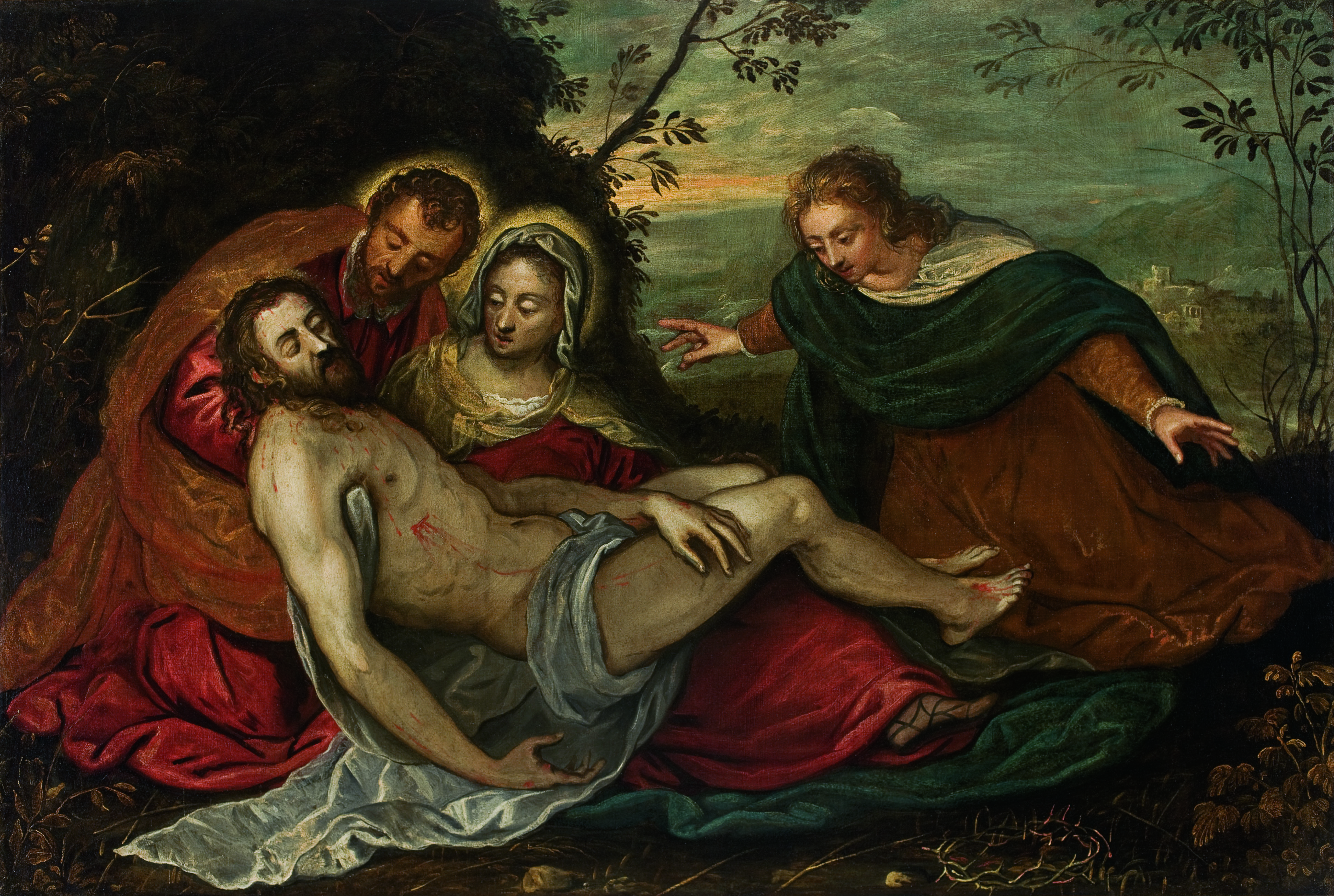
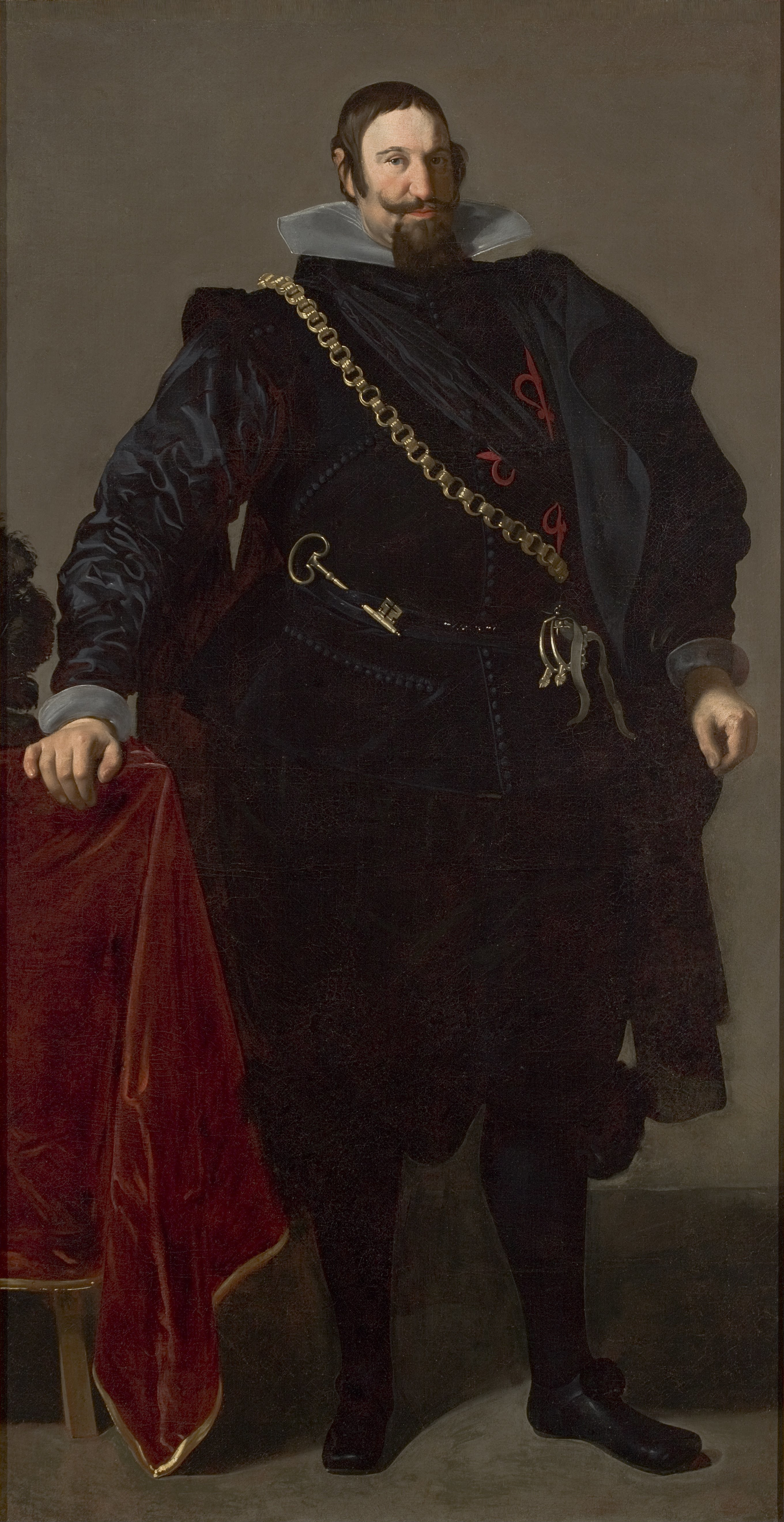
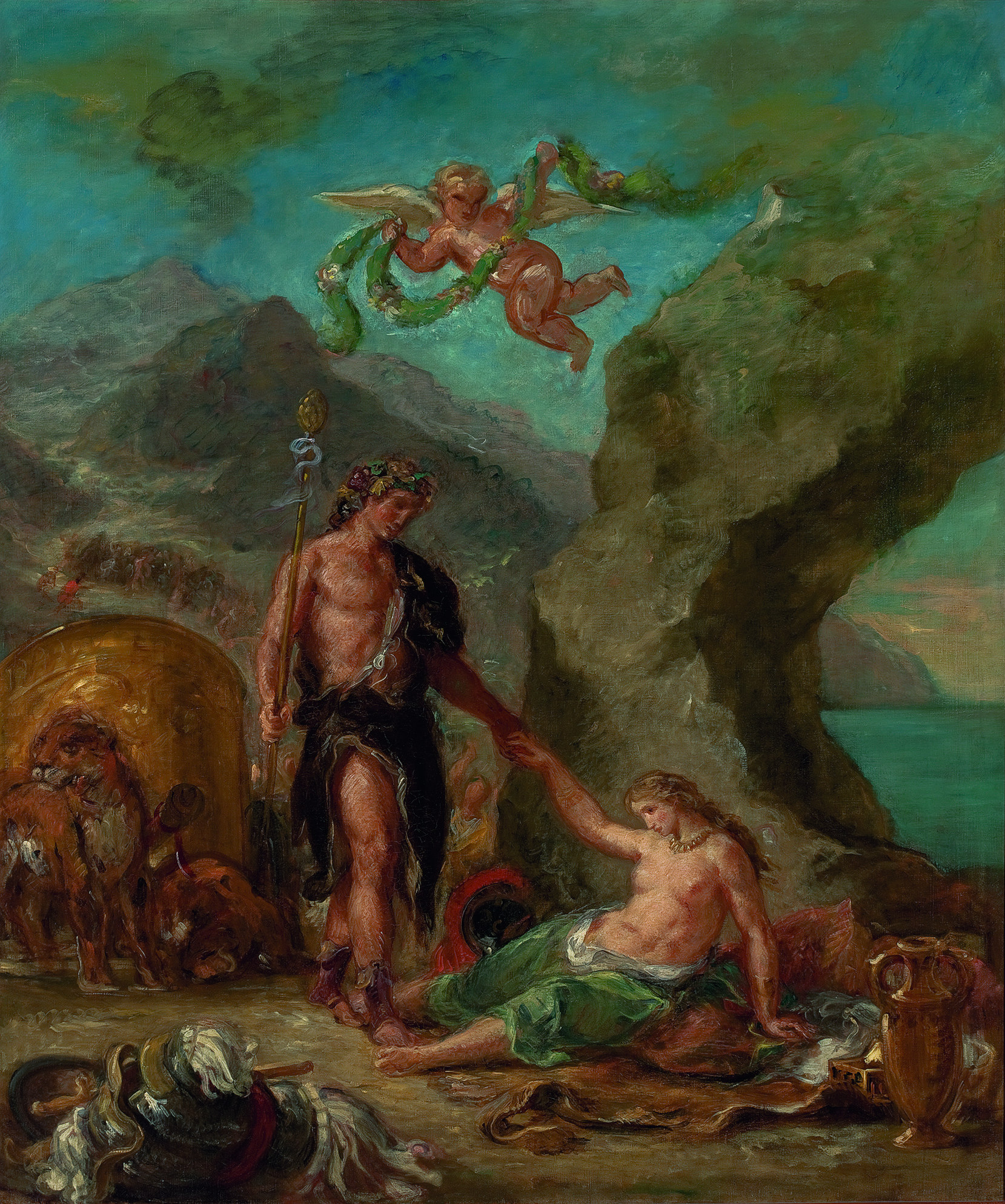
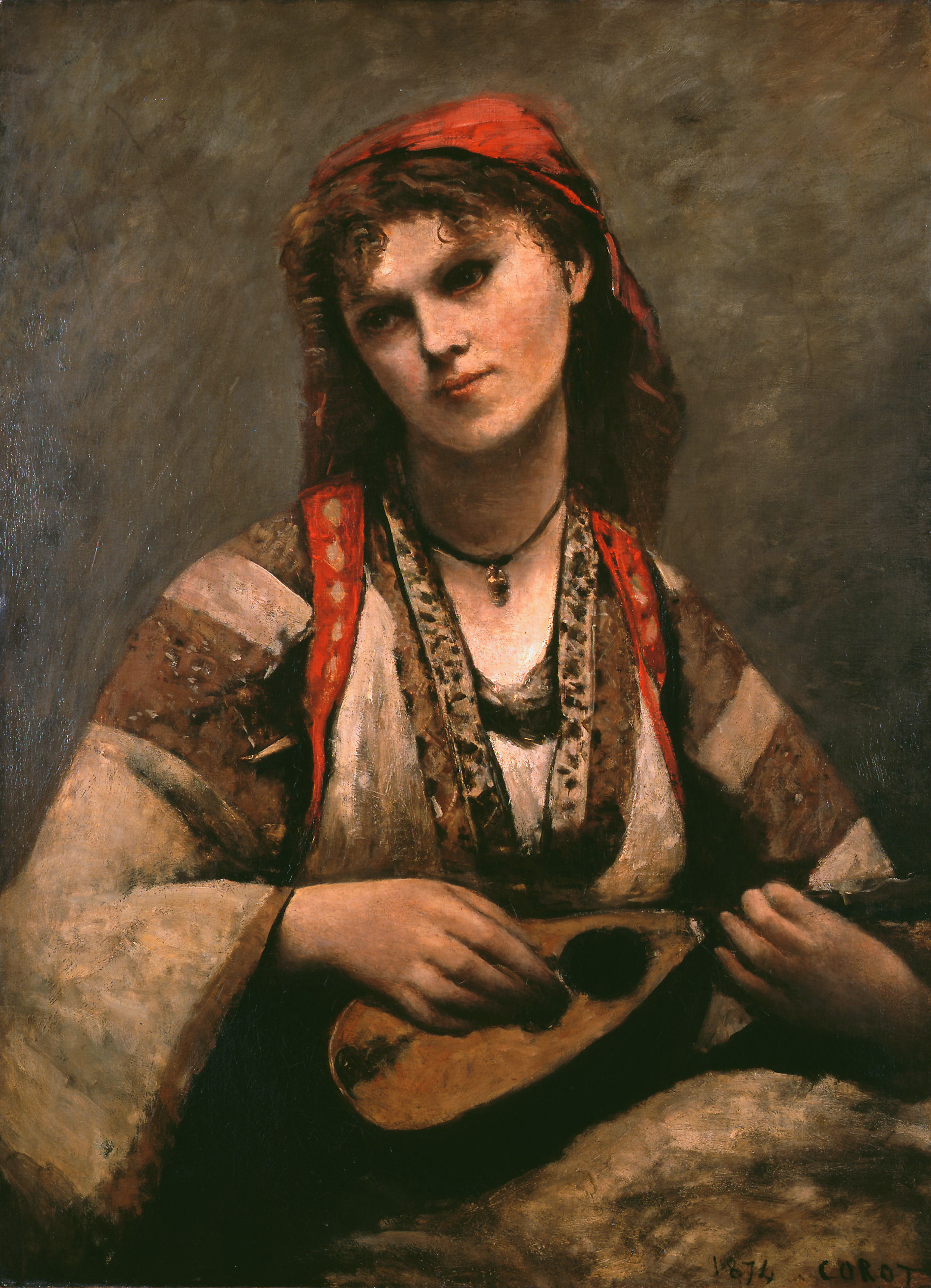
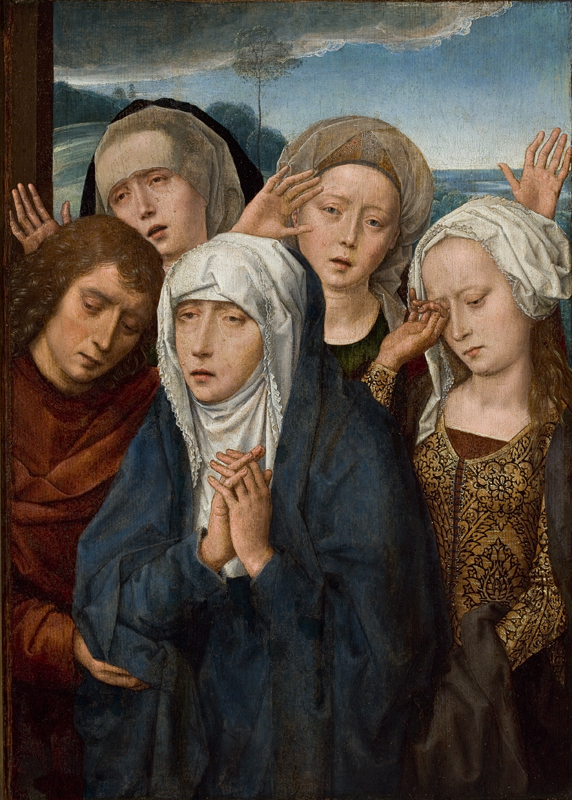
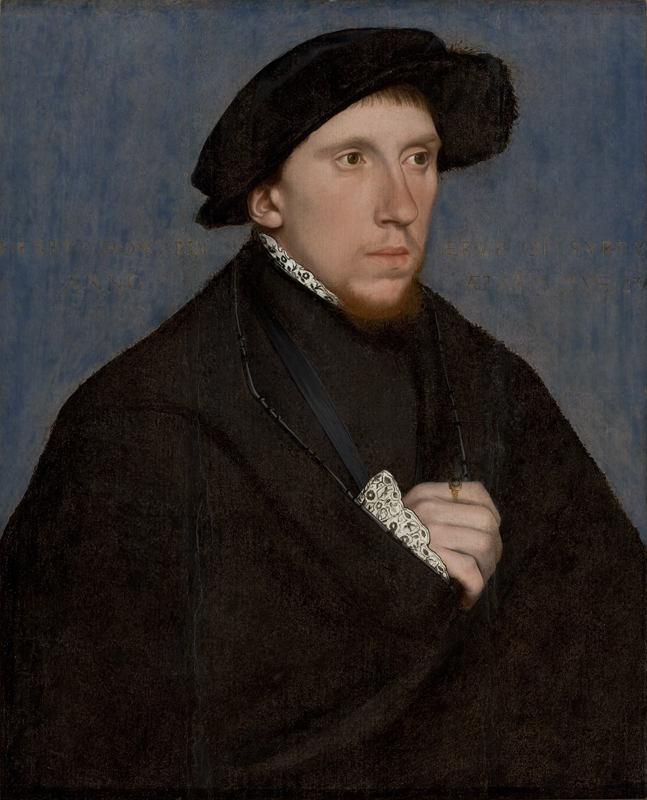
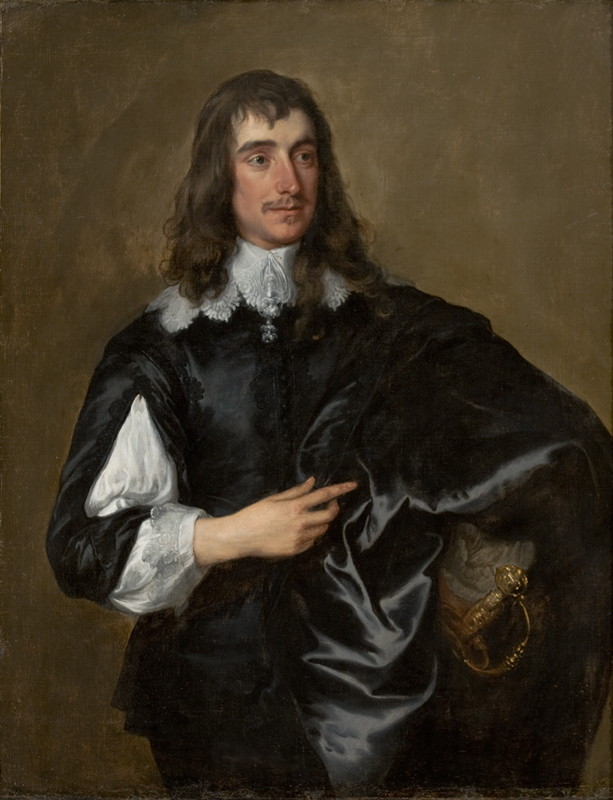
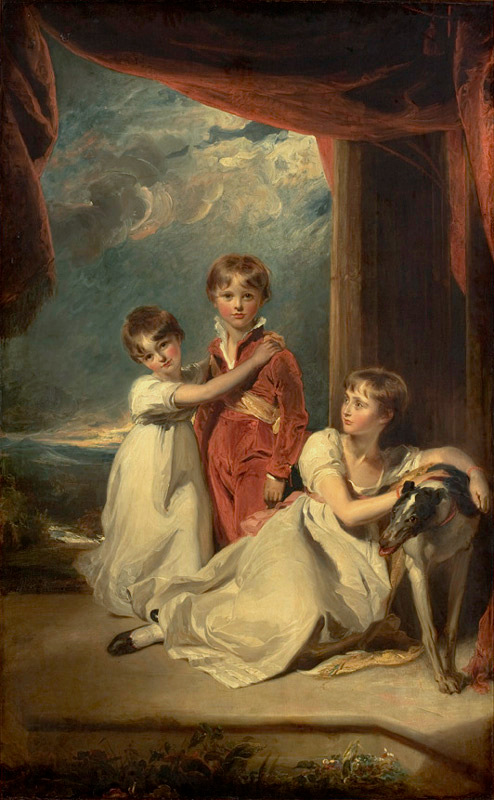
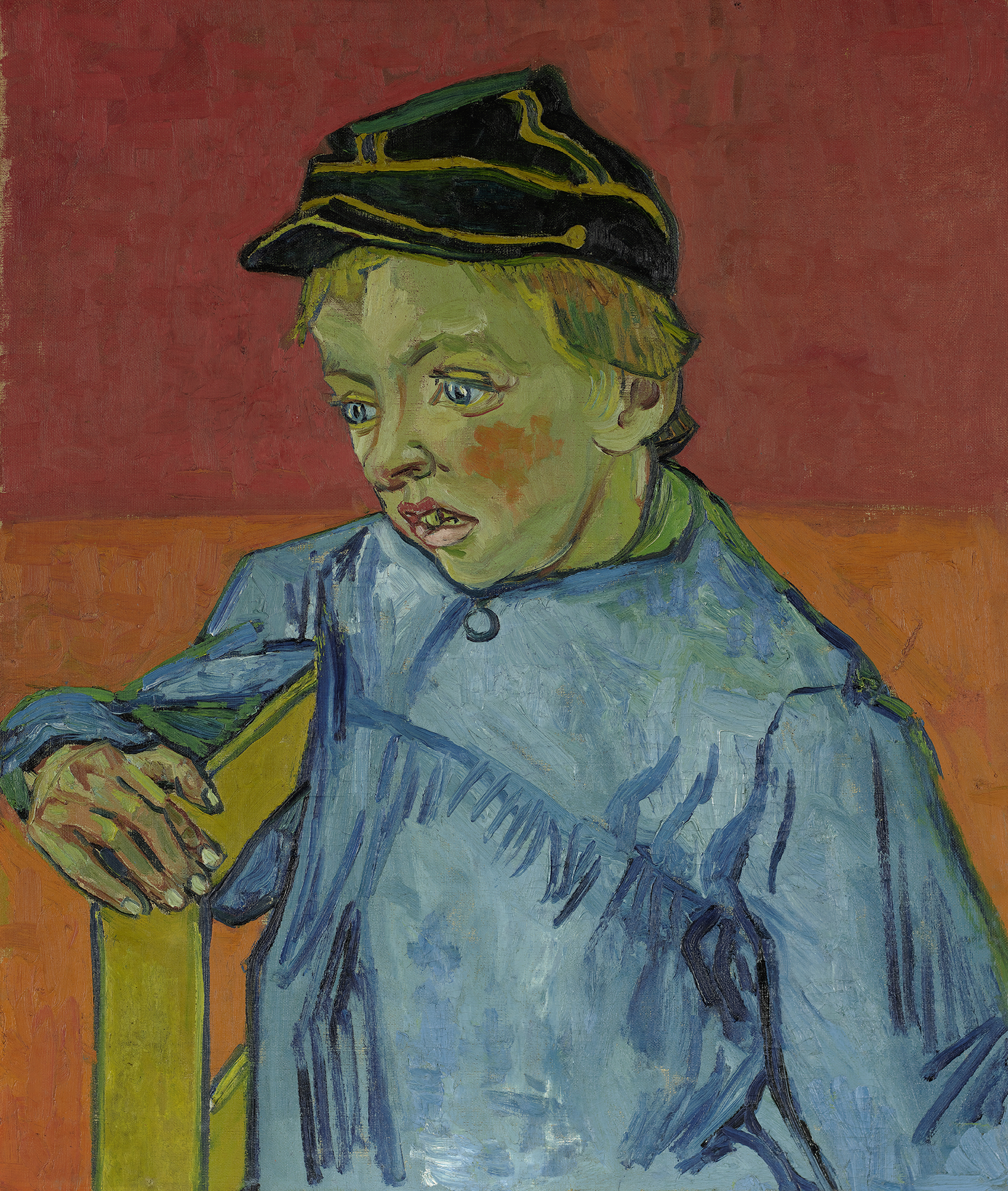
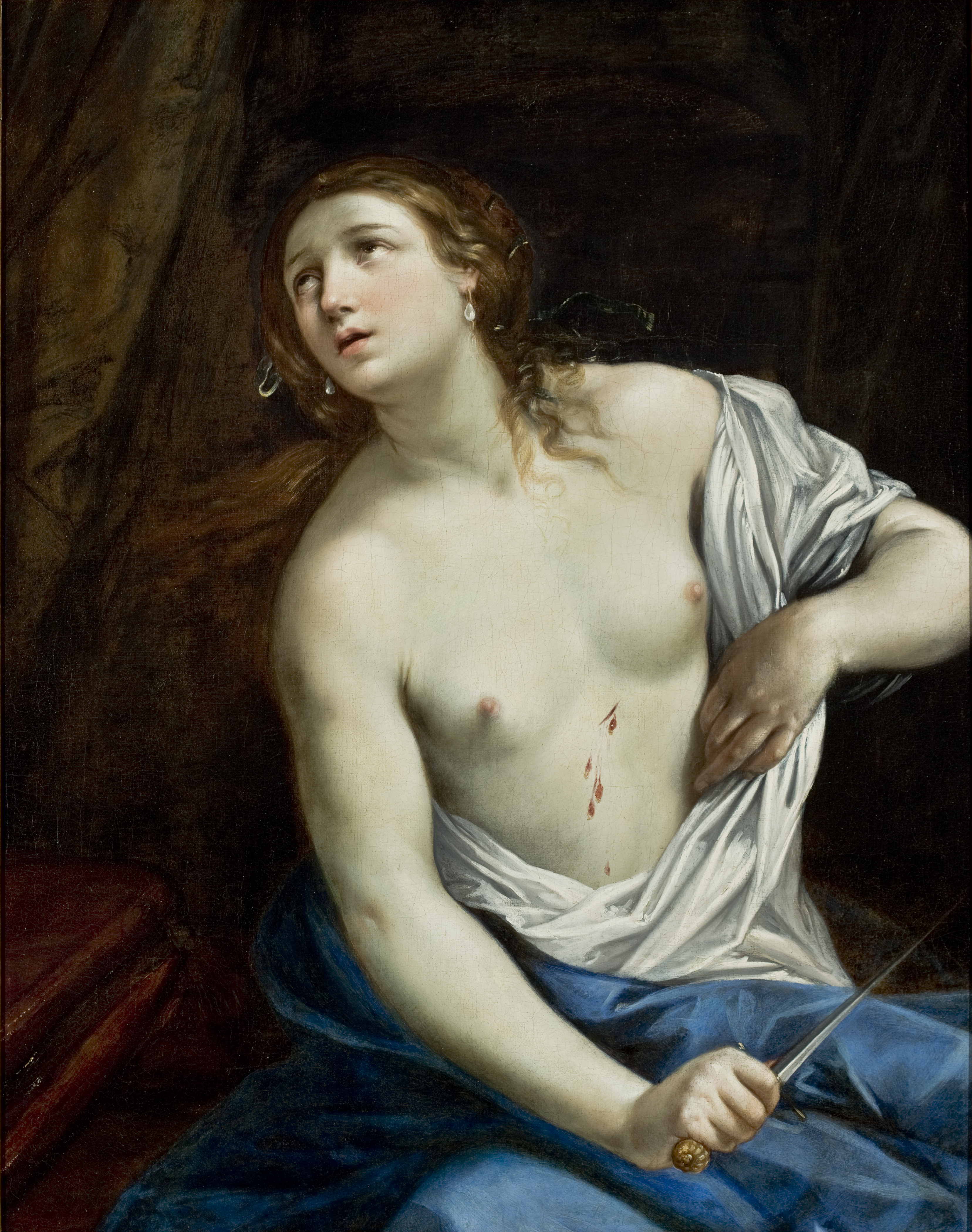
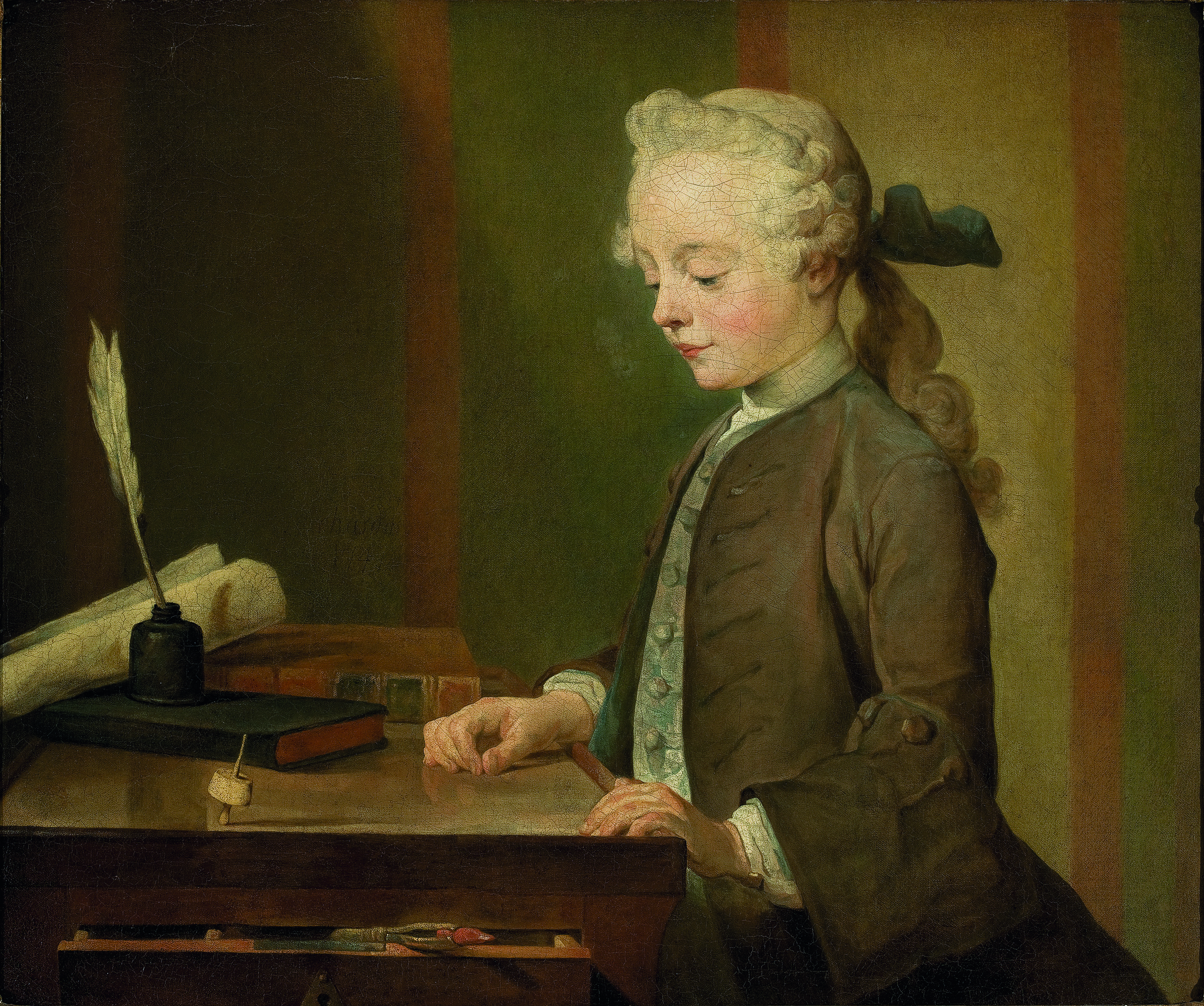
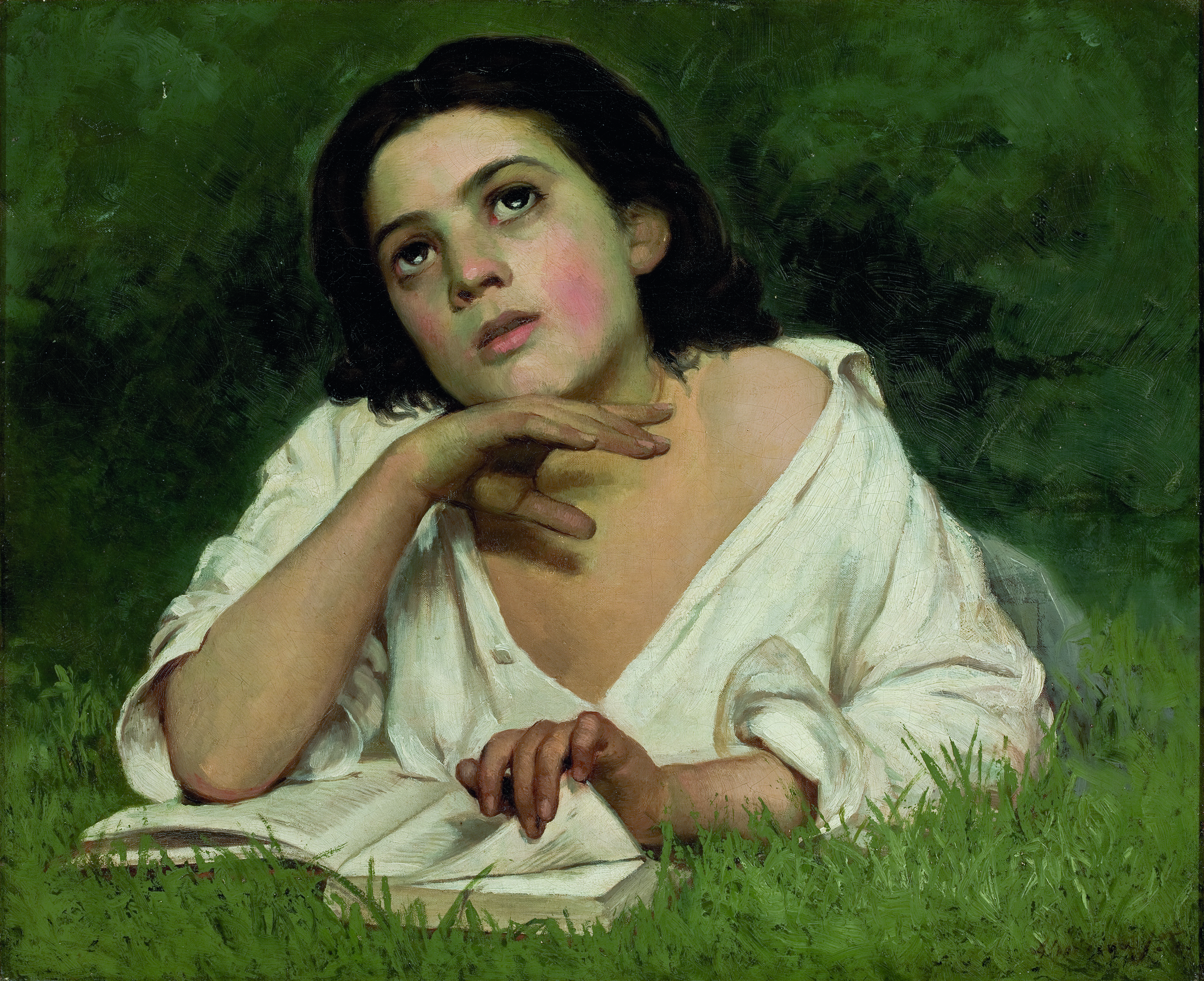
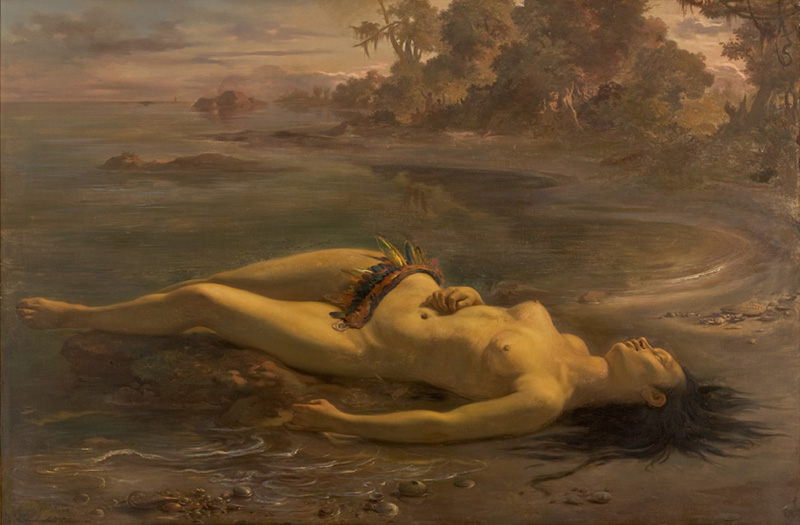